# Puck Byrman
Puck Byrman (Amersfoort, 21 november 2006) is een voetbalspeelster uit Nederland. Ze speelt als verdediger voor FC Utrecht in de Vrouwen Eredivisie.

## Carrière
Byrman begon met voetballen bij AFC Quick 1890, waar ze zowel in meiden- als jongensteams speelde.
In 2023 ging Byrman deel uitmaken van de jeugdopleiding van FC Utrecht. In het seizoen 2023/24 maakte ze in een uitwedstrijd tegen AZ haar debuut in de selectie van FC Utrecht.
Op 20 oktober 2024 maakte Byrman haar debuut in de Vrouwen Eredivisie door in de 57ste minuut in te vallen voor Gera op den Kelder in een thuiswedstrijd tegen ADO Den Haag.

## Statistieken
| Seizoen | Club       | Competitie | Competitie | Competitie | Beker | Beker | Overig | Overig | Totaal | Totaal |
| Seizoen | Club       | Competitie | Wed.       | Dlp.       | Wed.  | Dlp.  | Wed.   | Dlp.   | Wed.   | Dlp.   |
| ------- | ---------- | ---------- | ---------- | ---------- | ----- | ----- | ------ | ------ | ------ | ------ |
| 2023/24 | FC Utrecht | Eredivisie | 0          | 0          | 0     | 0     | 0      | 0      | 0      | 0      |
| 2024/25 | FC Utrecht | Eredivisie | 1          | 0          | 0     | 0     | 0      | 0      | 1      | 0      |
| Totaal  | Totaal     | Totaal     | 1          | 0          | 0     | 0     | 0      | 0      | 1      | 0      |

Bijgewerkt t/m 24 november 2024.

## Interlandcarrière
Byrman debuteerde als jeugdinternational voor Nederland -16 door in de 46ste minuut in te vallen voor Merle Touw in een vriendschappelijke wedstrijd tegen de leeftijdsgenoten van België.
In 2024 debuteerde Byrman voor Nederland -19 in een wedstrijd tegen de Engelse leeftijdsgenoten. Ze werd in de rust gewisseld voor Suus Verdaasdonk.